# مارالیانساروف
مارالیانساروف (به لاتین: Maralyansarov) یک منطقه مسکونی در جمهوری آذربایجان است که در شهرستان ترتر واقع شده است.